# Air (EP)
Air é o extended play de estreia da cantora sul-coreana Yeji, integrante do girl group Itzy. Lançado pela JYP Entertainment em 10 de março de 2025. O EP consiste em quatro faixas, incluindo o single principal de mesmo nome.

## Antecedentes e promoção
Em 17 de janeiro de 2025, foi relatado que Yeji estava se preparando para sua estreia solo, tornando-se a primeira membro do Itzy a fazê-lo. Em 10 de fevereiro, JYP compartilhou um trailer anunciando que o EP solo, Air, seria lançado em 10 de março de 2025, 
 e a programação promocional foi lançada junto com o trailer.  Em 14 de fevereiro, a lista de faixas foi lançada anunciando "Air" como o single principal. Isso foi seguido por uma série de fotos e vídeos conceituais em 24, 26 e 28 de fevereiro. Um spoiler do álbum foi lançado em 3 de março.

## Tema e composição
“A mensagem de 'Air' é sobre mostrar minha presença, minha aura, através da minha primeira estreia solo. Há uma letra que diz, 'Você tira meu fôlego', e quando penso sobre aqueles momentos avassaladores, eles sempre estavam no palco. Essa é a mensagem que eu queria transmitir,” Discutindo o tema do EP
Yeji participou da escrita da letra de "Air". A música incluía elementos de synth-pop; caracterizada por um baixo forte e um hook viciante.

## Lista de faixas
| Lista de faixas de AIR |                     |                                                                  |                                                           |                                                |         |  |
| N.º                    | Título              | Letras                                                           | Música                                                    | Arranjo                                        | Duração |  |
| 1.                     | "Air"               | JY. Park "The Asiansoul" Yeji Beong Hye-hyeon 3! (Lalala Studio) | G'harah "PK" Degeddingseze Tricia Battani Kirsten Collins | G'harah "PK" Degeddingseze                     | 3:15    |  |
| 2.                     | "Invasion"          | danke (lalala studio)                                            | G'harah "PK" Degeddingseze Tricia Battani Kirsten Collins | G'harah "PK" Degeddingseze                     | 2:48    |  |
| 3.                     | "Can't Slow Me, No" | NODAY                                                            | Woo Min Lee Collapsedone Justin Reinstein Anna Timgren    | G'harah "PK" Degeddingseze Justin Reinstein    | 2:59    |  |
| 4.                     | "258"               | Ryan S. Jhun JQ                                                  | Ryan S. Jhun Sorana Jaro Omar inverness Ferras            | Ryan S. Jhun Jaro Omar inverness Sorana Ferras | 3:14    |  |
| Duração total:         | Duração total:      | Duração total:                                                   | Duração total:                                            | Duração total:                                 | 12:16   |  |

## Histórico de lançamentos
| Região         | Data                | Formato                    | Gravadora    |
| -------------- | ------------------- | -------------------------- | ------------ |
| Varias         | 10 de março de 2025 | Digital download streaming | JYP Republic |
| Coreia do Sul  | 10 de março de 2025 | CD                         | JYP Republic |
| Estados Unidos | 14 de março de 2025 | CD                         | JYP Republic |
| Europa         | 14 de março de 2025 | CD                         | JYP Republic |